# Reiben

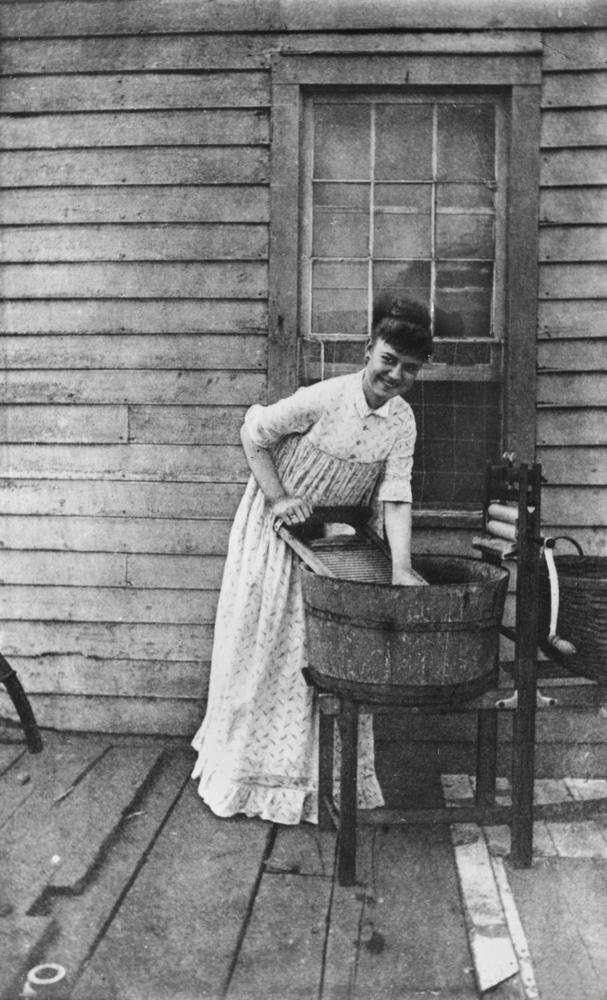
Durch reiben wird, unter Zuhilfenahme eines Waschbrettes, Wäsche gereinigt.

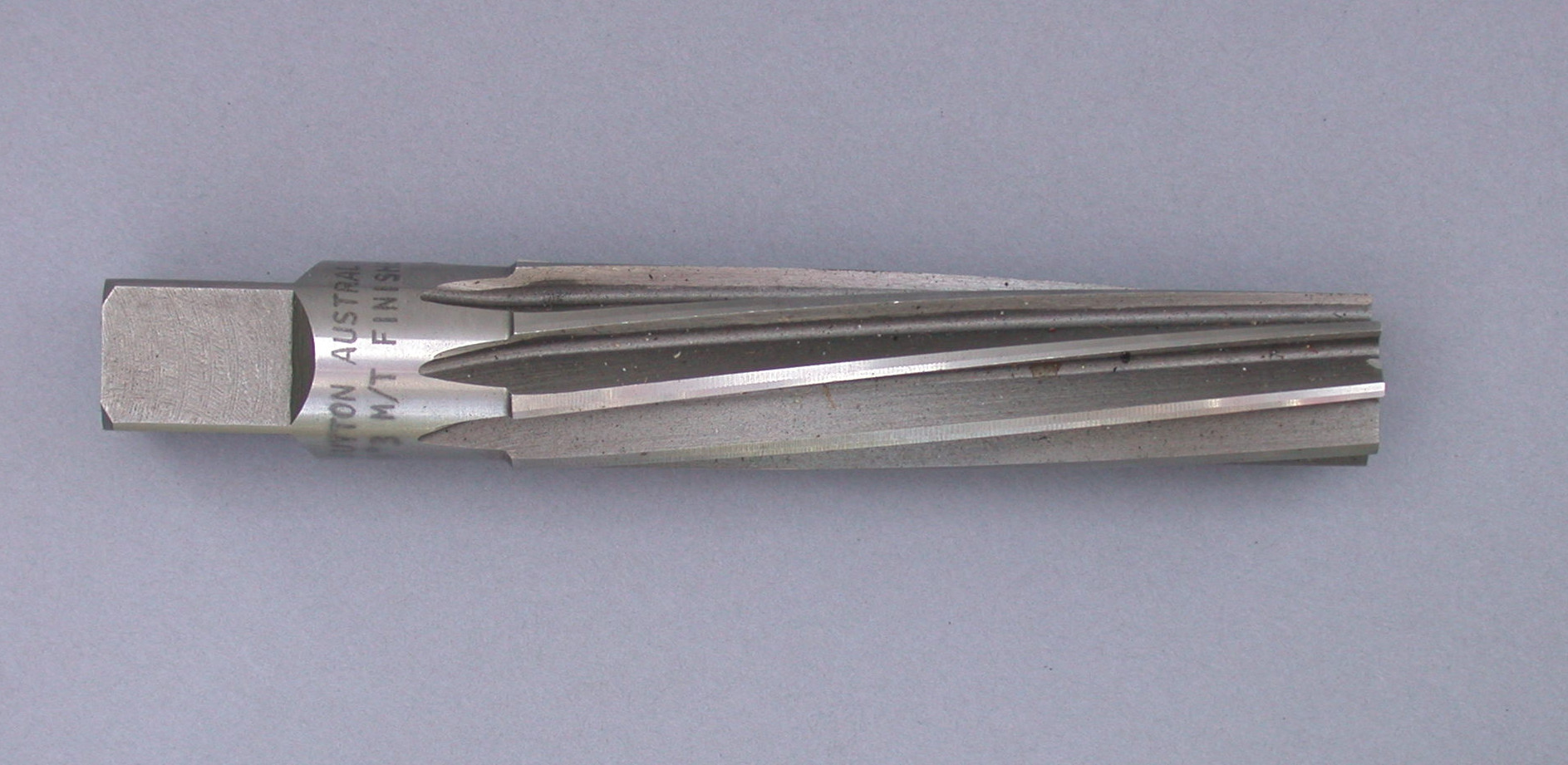
Handreibahle (Schaftende Vierkant) für Durchgangsbohrungen

Reiben (von mittelhochdeutsch rīben „reiben, zerreiben, zur Pulver zermahlen, einreiben“) ist in der allgemeinsten Definition ein physikalischer Vorgang, bei dem ein physischer Gegenstand an seiner Oberfläche Kontakt mit seiner Umgebung hat, sich relativ zu dieser bewegt und dabei den physikalische Effekt der Reibung erzeugt. Dies kann in jeder natürlichen Umgebung beziehungsweise in jedem technischen System und mit ganz verschiedenen Stoffen geschehen.
Der Vorgang kann gezielt erfolgen, indem man einen Gegenstand unter Anwendung eines bestimmten Drucks an einem anderen entlang bewegt. Dient dies der Herstellung oder Bearbeitung eines Objekts, ist Reiben ein Verfahren beziehungsweise Teil eines solchen. Insbesondere in der Fertigungstechnik ist Reiben ein spanendes Feinbearbeitungsverfahren für Werkstücke aus Metall oder Kunststoff.
Sehr alte Verfahren, die das Reiben einsetzen, sind beispielsweise die traditionelle Form des manuellen Waschens von Textilien, das auch weiterhin bei der Fleckentfernung üblich ist, sowie der Einsatz des Handwerkzeugs Reiber beim Reiberdruck zum nur einseitigen Bedrucken einzelner Papierbögen. Auch die manuelle Oberflächengestaltung von Wänden mit Hilfe von Reibputz ist ein sehr altes und weiterhin übliches Verfahren.
In der Metallverarbeitung versteht man unter Reiben ein spanabhebendes Fertigungsverfahren zur Feinbearbeitung (Schlichten) von Werkstücken aus Metall oder Kunststoff. Das Verfahren wird zur Herstellung passgenauer Bohrungen mit hoher Oberflächengüte eingesetzt.
In ähnlicher Weise funktionieren das Hobeln von Holz ebenso wie das weit verbreitete Haushaltswerkzeug Küchenreibe.